# 大津町立大津南小学校
大津町立大津南小学校（おおづちょうりつ おおづみなみしょうがっこう）は、熊本県菊池郡大津町にある町立の小学校。

## 歴史
陣内小学校
- 1874年 - 中沚学舎設立
- 1876年 - 中沚学舎廃止。国見に公立陣内小学校創立
- 1884年 - 中島分教場設置
- 1886年 - 焼失
- 1887年 - 年ノ神に移転。陣内尋常小学校と改称
- 1917年 - 陣内尋常高等小学校と改称
- 1941年 - 陣内国民学校と改称
- 1947年4月1日 - 陣内村立陣内小学校と改称
- 1956年8月1日 - 大津町立陣内小学校と改称

岩坂小学校
- 1874年 - 岩坂小学校創立
- 1917年 - 岩坂尋常小学校と改称
- 1941年 - 岩坂国民学校と改称
- 1947年4月1日 - 錦野村立岩坂小学校と改称
- 1956年8月1日 - 大津町立岩坂小学校と改称

大津南小学校
- 1969年4月1日 - 陣内小学校と岩坂小学校が統合し開校。